# Libertas

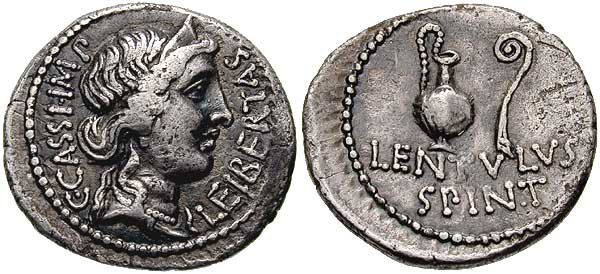
Denari (42 aC) expedit per Cassi Longí i Lèntul Espinter, que representa el cap coronat de Libertas i al revers una gerra de sacrifici i lituus.

Libertas va ser la deïtat que personificava la llibertat a la mitologia romana.
Tiberi Semproni Grac li va erigir un temple a l'Aventí amb els imports de les multes. Més tard Publi Clodi Pulcre li va construir un altre temple al lloc on hi havia hagut la casa de Ciceró. Després de les victòries de Juli Cèsar a Hispània el senat va decretar l'erecció d'un altre temple a la deessa Libertas, amb càrrec al pressupost públic; després de la mort de Sejà, en el regnat de Tiberi, se li va erigir una estàtua al fòrum.
Un edifici més antic, conegut com a Atrium Libertatis, situat al nord del Fòrum, prop del Quirinal, estava destinat inicialment també al culte d'aquesta deïtat i ja consta com a restaurat l'any 195 aC i més tard va servir d'oficina dels censors i s'hi van celebrar també alguns judicis; es creu que, almenys parcialment, va ser utilitzat com a arxiu públic i quan Gai Asini Pol·lió el va reconstruir va esdevenir la seu de la primera biblioteca pública de Roma. La deessa és representada com una matrona romana amb una branca de llorer i sovint amb el capell frigi al cap.
El seu nom va figurar als escuts i banderes d'algunes repúbliques, com Lucca i Ragusa.